# 北洋大通センター

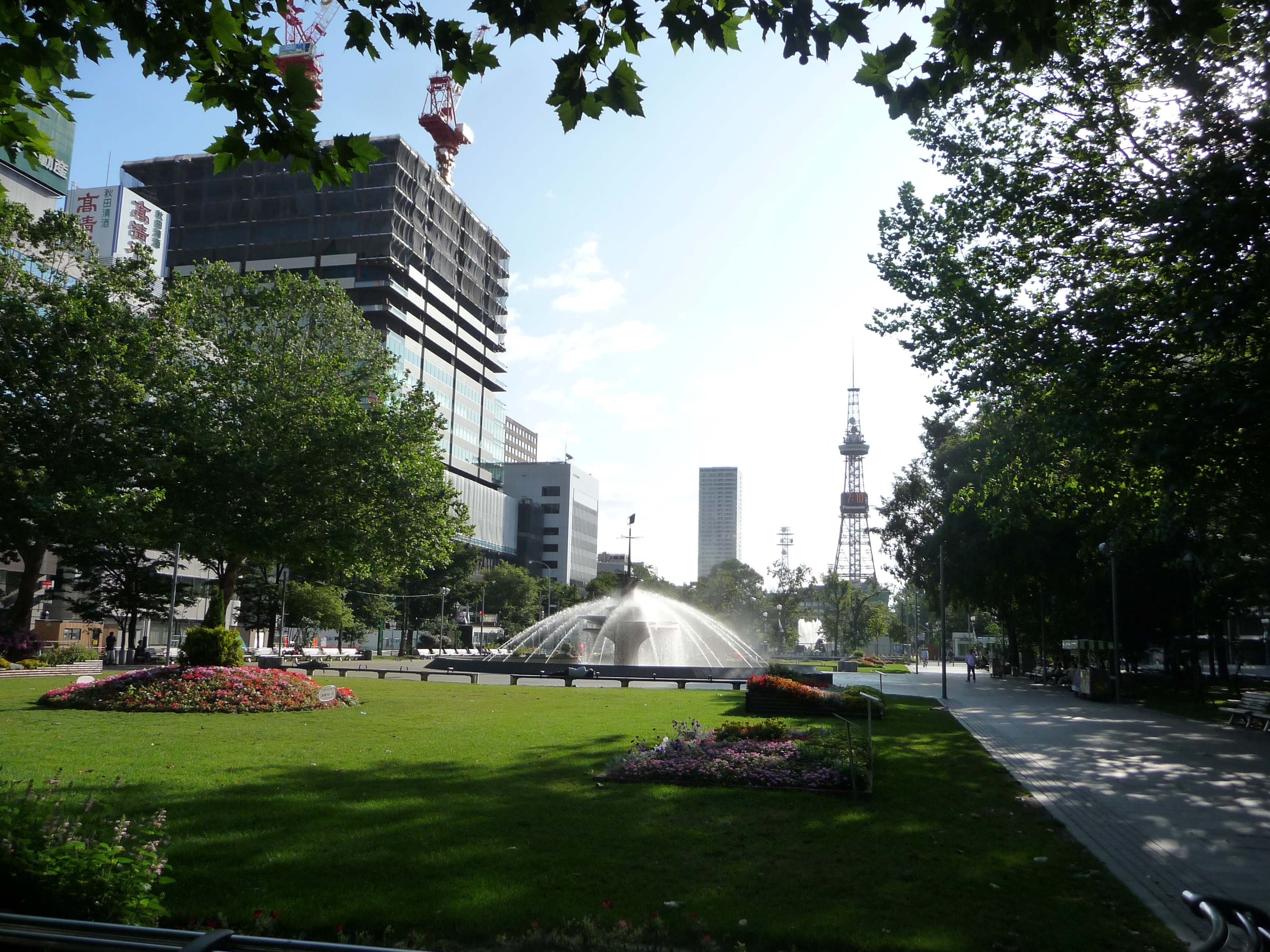
建設中の北洋大通センターと大通公園

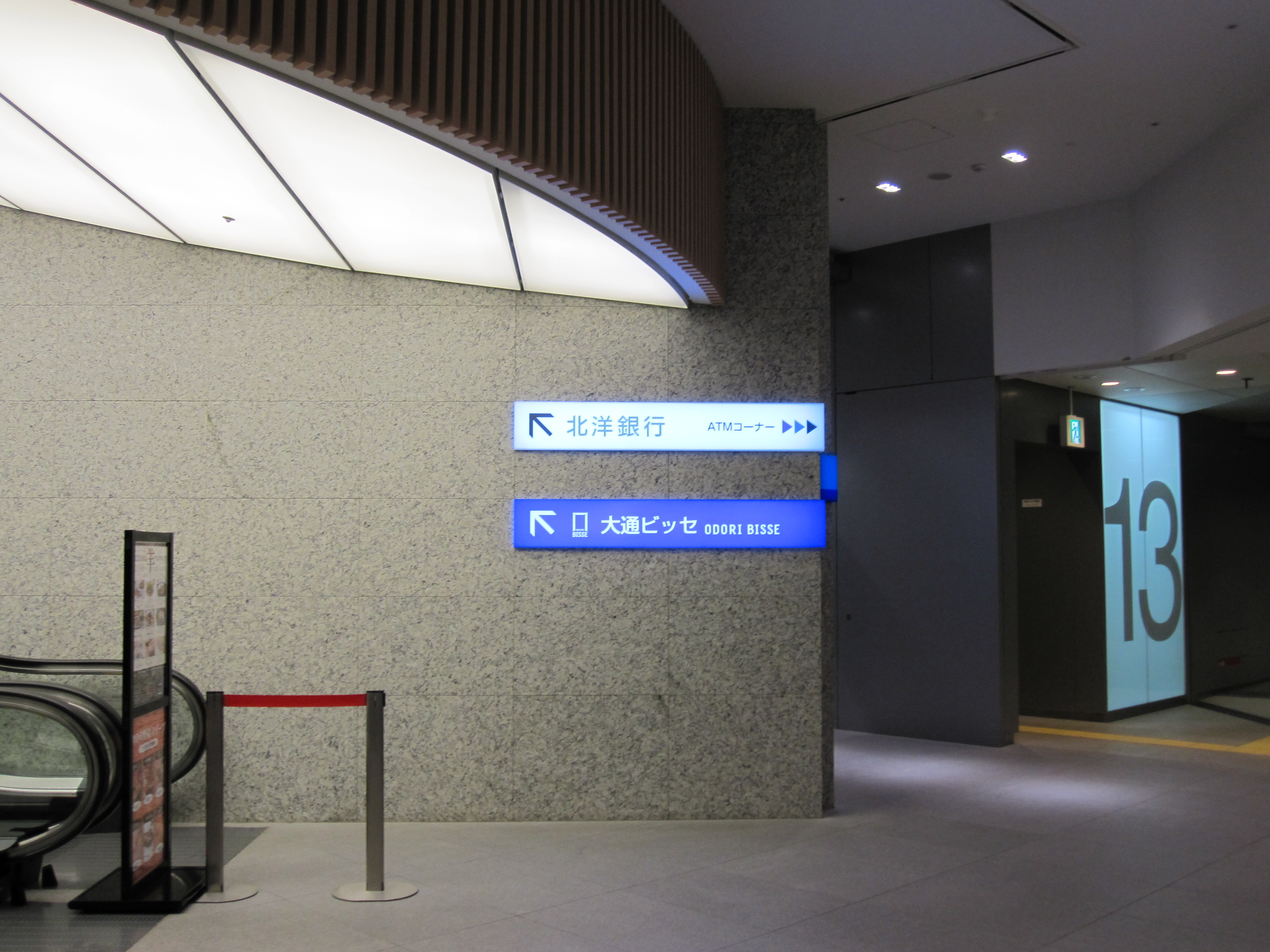
札幌駅前通地下歩行空間からの出入口

北洋大通センター（ほくようおおどおりセンター）は、札幌市中央区大通西3丁目にある高層ビル。2010年（平成22年）3月31日竣工。同年5月6日にプレオープンし、9月23日にグランドオープンした。
本記事では移転前の旧本店ビルについても扱う。

## 概説
北洋銀行の本店ビルは老朽化が進んでいた。1998年（平成10年）に破綻した北海道拓殖銀行の旧本店ビルは「北洋大通ビル」と改名して長らく保存されてきたが、こちらも老朽化していたことがあったため、拓銀の清算が終結した後の2007年（平成19年）に解体された。総工費約180億円で北洋銀行の新たな本部ビルを建設することとなり、「札幌ビジネスセンタービル」という仮称で計画を進めてきた。正式名称が決まり、2008年（平成20年）3月に着工した。前述の通り2010年（平成22年）3月に竣工し5月6日プレオープン、仮店舗で営業していた大通支店が5月6日に復帰したのに続き、2010年（平成22年）7月までに北洋銀行の本部機構を本店ビルより移設。9月23日に2階〜4階部分が開業しグランドオープンした。2011年（平成23年）1月11日に本店営業部も移転し、大通支店と統合される。
敷地面積は4,700m2、総床面積は59,000m2、規模は地上19階・地下4階・最高高さ96mで、オフィスビルとして大通地区では初の高層ビルとなる。外装は鉄骨・鉄筋コンクリート造で、窓ガラスはダブルスキン構造を採用。空調は自己熱源複熱方式。札幌都心まちづくりにおける「にぎわいの軸」（札幌駅前通）と「はぐくみの軸」（大通）が交差する位置にあり、賑わいの拠点となる。テナントオフィス部は1フロア1,700m2の無柱空間とし、4,164坪（10,500m2）を供給する。2010年度の札幌市における新規供給オフィスはこのビルのみとなる。
- 地下4階 - 地下3階 駐車場・機械室
- 地下2階 - 地下1階 商業施設・北洋銀行ATM・駐車場
- 地上1階 - 地上4階 商業施設・北洋銀行店舗
- 地上5階 機械室
- 地上6階 - 地上12階 北洋銀行本店
- 地上13階 - 地上18階 テナントオフィス
- 地上19階 塔屋[5]

札幌市営地下鉄大通駅に直結する他、地下2階の「札幌駅前通地下歩行空間」（2011年3月12日完成）に接続している。
地下2階と地上1階 - 4階は、約30店で構成される「大通ビッセ」という商業施設となる（事業主:交洋不動産）。

## 入居施設

### 主要テナント
- 東京海上日動火災保険
- 大和証券
- 社団法人札幌銀行協会
- 札幌手形交換所
- イトーキ北海道
- セコム北海道事業部

### ショップ等（大通ビッセ）
1階 ビッセスイーツ
- ペイストリースナッフルス
- 洋菓子きのとや
- 小樽 あまとう
- 月寒あんぱん本舗
- Bocca(牧家)
- 町村農場

地下2階
- セイコーマート
- アインズ＆トルペ

## 沿革
- 2007年（平成19年） - 旧拓銀ビル解体。
- 2008年（平成20年）3月1日 - 着工。
- 2009年（平成21年）11月16日 - 19階で作業をしていた作業員が、6階の足場に転落して死亡。
- 2010年（平成22年）
  - 4月6日 - 竣工。
  - 5月6日 - 「大通ビッセ」地下1階・地下2階部分がオープン。
  - 9月23日 - グランドオープン。
- 2011年（平成23年）3月12日 - 札幌駅前通地下歩行空間に接続する。

## 周辺施設
- 大通公園
- 北海道新聞本社・道新ホール
- 札幌市役所
- NTT東日本
- 札幌グランドホテル
- 札幌中央警察署
- 札幌市時計台
- 北海道銀行本店
- 札幌市民ホール
- さっぽろテレビ塔
- 札幌三越
- 札幌大通西4ビル

### アクセス
- 付近に国道12号（北1条宮の沢通・北1条雁来通）、国道36号（札幌駅前通）、大通
- 札幌市営地下鉄南北線・東西線・東豊線大通駅直結
- JR北海道札幌駅より徒歩10分

## 旧本店ビル
北洋銀行の旧本店ビル（大通西3丁目）は、1976年（昭和51年）2月竣工。地上10階・地下3階建てで、北洋銀行本店・本部やそうご電器本社などが入居していた。地下1階・2階は商店街となっている。
北洋銀行本店が移転後、本ビルは「北洋ビル」と名称を改め、若干の改修は受けつつもそのままオフィスビルとして使用され、2024年現在も北洋グループの関連企業などが入居している。1階は長らく空きテナントとなっていたが、2024年1月に佐藤水産が出店し、13年ぶりに空き家状態が解消された。

## その他
- 北海道テレビ放送(HTB)のワイド番組『イチオシ!』ならびに『イチオシ!モーニング（現在の『イチモニ!』）』において2018年9月の社屋移転まで天気予報等の中継に使用されていた。これは当時のHTB社屋があった札幌市郊外の豊平区南平岸と市中心部では気象が異なる問題点があった事によるもの。移転後は現本社のあるさっぽろ創世スクエアの前に移った。